# Шоргутово
Шоргутово — деревня в Кологривском районе Костромской области. Входит в Ильинское сельское поселение.

## География
Деревня расположена недалеко от реки Унжа. Ближайший населённый пункт — село Юрино. Расстояние до районного центра, города Кологрив 8 км.

## Палеонтология
В районе Шоргутово в отложениях раннего триасового периода (нижнеиндский подъярус) найден ископаемый образец темноспондильной амфибии Tupilakosaurus.

## Население
| 2008 | 2010 | 2014 |
| ---- | ---- | ---- |
| 49   | ↘38  | ↗50  |

## Улицы
В настоящее время в деревне нет ни одной улицы.

## Люди, связанные с деревней
Родина Степана Ешевского.